# ミウッチャ・プラダ
ミウッチャ・プラダ（Miuccia Prada、1949年5月10日 -）は、イタリアのファッションデザイナー。
ファッションブランド・プラダの創業者、マリオ・プラダの孫。

## 略歴・人物
ミウッチャ・プラダはマリア・ビアンキとしてミラノで誕生（80年代おばの勧めによりミウッチャ・プラダに改名）。政治家を目指しミラノ大学政治学部に入学。大学在学時はイタリア共産党員、そして女性連合のメンバーとして活動し、当時台頭していた第二派フェミニズム運動に力を入れていた。
ミラノ大学政治学科を卒業後、プラダのアクセサリー部門のデザインを担当しながらミラノ･ピッコロ座のパントマイマーなどの職を経て、1978年母親に請われ家族の会社であるプラダの経営に携わるようになる。1987年、1977年に出会ったパトリッツィオ・ベルテッリと結婚。
1993年、MIU MIUを立ち上げる。ブランド名の由来は彼女の家族の中だけで呼ばれていたあだ名である。
2007年には、荒牧伸志監督のCGアニメ『EX MACHINA』の衣装デザインを手掛けた。
2023年の世界ラリー選手権でトヨタ・ガズー・レーシングWRTから出走予定のロレンツォ・ベルテッリは息子。